# リピーテッド
『リピーテッド』（Before I Go to Sleep）は、2014年のイギリス・アメリカ合衆国・フランス・スウェーデン合作のミステリースリラー映画。S・J・ワトソンの小説『わたしが眠りにつく前に』を原作にしており、ローワン・ジョフィが監督と脚本を務めた。出演はニコール・キッドマン、マーク・ストロング、コリン・ファース、アンヌ＝マリー・ダフ。

## ストーリー
クリスティーンが朝目覚めると、そこは見覚えのない部屋で隣には見知らぬ男性が寝ていた。この状況を理解できず困惑する彼女に、ベンと名乗るその男性は説明を始めた。クリスティーンは事故の後遺症により記憶障害を患っており、毎朝目覚める度に前日までの記憶を全て失ってしまうのだという。そしてベンは彼女の夫であり、自分の存在や結婚したことすら忘れてしまう妻を10年以上献身的に支えているのだった。
ベンが出勤した後クリスティーンのもとに、ナッシュと名乗る男性から電話がかかってくる。彼女の主治医だというその男は治療の一環として、数週間前からクリスティーンにベンに内緒で映像日記を製作するよう指示していたことを告げ、その日記の隠し場所を彼女に教える。映像日記を見たクリスティーンは、自身が事故ではなく何者かに襲われたことが原因で記憶障害を患ったことを知る。夫と主治医との説明が食い違うことにクリスティーンは戸惑う。
映像日記とナッシュの助けや、フラッシュバック的に蘇る記憶から、自分に息子がいたことを知るクリスティーン。そんな彼女にベンは、息子のアダムは死んだと話す。
かつてクリスティーンを襲った犯人は誰なのか。主治医のナッシュをも疑い始めるクリスティーン。親友だったクレアを探し出すと、クレアはクリスティーンの症状に悩み続けたベンの苦しみを語った。
正体不明の犯人は誰なのか。たとえそれが分かっても、翌日には忘れてしまうクリスティーン。犯人は、それを承知で彼女に接近していたのだ。犯人の正体を知り、命がけで抵抗するクリスティーン。負傷しながらも勝ち抜いた彼女は、実は生きていた息子アダムとの対面を果たすのだった。

## キャスト
※括弧内は日本語吹替
- クリスティーン - ニコール・キッドマン（田中敦子）
- ベン - コリン・ファース（堀内賢雄）
- 医師ナッシュ - マーク・ストロング（谷昌樹）
- クレア - アンヌ＝マリー・ダフ（小林さとみ）
- アダム - ディーン＝チャールズ・チャップマン（下山田綾華）

## 評価
主演のニコール・キッドマンの演技については好意的な意見が多くを占めた。{{要出典}}